# CS Arcada Galați
CS Arcada Galați (rom. Clubul Sportiv Arcada Galați) – rumuński męski klub siatkarski, powstały w Gałaczu. Obecnie występuje w Dywizja A1.

## Sukcesy
Mistrzostwo Rumunii:
- 2019, 2020, 2021, 2022[1], 2023[2]
- 2018, 2024[3]
- 2016, 2017

Puchar Rumunii:
- 2017, 2022[4]

Superpuchar Rumunii:
- 2017, 2019, 2023[5]

## Kadra

### Sezon 2021/2022[6]
| Nr | Imię i nazwisko                | Data ur. | Wzrost | Pozycja      |
| -- | ------------------------------ | -------- | ------ | ------------ |
| 1  | Ion Ciprian Teleleu            | 1986     | 190    | rozgrywający |
| 2  | Ivan Raič                      | 1989     | 204    | atakujący    |
| 4  | Vasile Talpă                   | 1992     | 216    | środkowy     |
| 5  | Andrei Butnaru                 | 1998     | 208    | środkowy     |
| 6  | Julian Junior Shamir Bissette  | 1991     | 199    | środkowy     |
| 7  | Ovidiu Costin Darlaczi         | 1999     | 200    | przyjmujący  |
| 8  | Pedro Rangel                   | 1988     | 194    | rozgrywający |
| 9  | Alejandro Gabriel Toro Ramella | 1989     | 192    | przyjmujący  |
| 10 | Tudor Magdaș                   | 1998     | 200    | środkowy     |
| 11 | Filip Šestan                   | 1995     | 195    | przyjmujący  |
| 12 | Marian Iulian Bala             | 1990     | 190    | przyjmujący  |
| 13 | Alexandru Rață                 | 2000     | 193    | atakujący    |
| 15 | Liviu Cristudor                | 1987     | 196    | libero       |
| 17 | Vlad Alexandru Kantor          | 1995     | 178    | libero       |
| 20 | Akhrorjon Sobirov              | 1990     | 209    | środkowy     |

### Sezon 2020/2021
| Nr | Imię i nazwisko        | Data ur. | Wzrost | Pozycja      |
| -- | ---------------------- | -------- | ------ | ------------ |
| 1  | Alexandru Rață         | 2000     | 193    | atakujący    |
| 4  | Vasile Talpă           | 1992     | 216    | środkowy     |
| 5  | Aleksiej Nałobin       | 1989     | 203    | środkowy     |
| 7  | Ovidiu Costin Darlaczi | 1999     | 200    | przyjmujący  |
| 8  | Igor Jovanović         | 1990     | 197    | rozgrywający |
| 9  | Michael Keegan         | 1997     | 192    | rozgrywający |
| 10 | Marin Lescov           | 1990     | 193    | rozgrywający |
| 11 | Filip Šestan           | 1995     | 195    | przyjmujący  |
| 12 | Marian Iulian Bala     | 1990     | 190    | przyjmujący  |
| 13 | Niels Klapwijk         | 1985     | 200    | atakujący    |
| 14 | Eugene Stuart          | 1996     | 196    | środkowy     |
| 15 | Liviu Cristudor        | 1987     | 196    | libero       |
| 17 | Vlad Alexandru Kantor  | 1995     | 178    | libero       |
| 18 | Razvan Olteanu         | 1991     | 204    | środkowy     |
| 19 | Mihajlo Stanković      | 1993     | 200    | przyjmujący  |

### Sezon 2017/2018
| Nr | Imię i nazwisko          | Data ur. | Wzrost | Pozycja      |
| -- | ------------------------ | -------- | ------ | ------------ |
| 5  | Luka Šuljagić            | 1986     | 208    | środkowy     |
| 6  | Arvydas Mišeikis         | 1987     | 201    | atakujący    |
| 7  | Dimitris Filipow         | 1990     | 198    | rozgrywający |
| 8  | Nikola Kovačević         | 1983     | 193    | przyjmujący  |
| 10 | Șerban Pașcan            | 1989     | 191    | przyjmujący  |
| 11 | Filip Despotowski        | 1986     | 193    | rozgrywający |
| 12 | Marian Iulian Bala       | 1990     | 190    | przyjmujący  |
| 13 | Lucas Victor Ferreira    | 1990     | 205    | środkowy     |
| 14 | Adrian Radu Gontariu     | 1984     | 205    | atakujący    |
| 15 | Liviu Cristudor          | 1987     | 198    | przyjmujący  |
| 16 | Jani Nikołajew Jeliażkow | 1992     | 205    | atakujący    |
| 17 | Neven Majstorović        | 1989     | 192    | libero       |
| 18 | Adrian Feher             | 1979     | 188    | libero       |
| 19 | Andrei Spînu             | 1987     | 210    | środkowy     |

### Sezon 2016/2017
| Nr | Imię i nazwisko              | Data ur. | Wzrost | Pozycja      |
| -- | ---------------------------- | -------- | ------ | ------------ |
| 2  | George Zahar                 | 1994     | 203    | przyjmujący  |
| 3  | Aleksandr Safonow            | 1991     | 212    | środkowy     |
| 4  | Nemanja Radović              | 1990     | 203    | środkowy     |
| 5  | Nikola Rosić                 | 1984     | 192    | libero       |
| 6  | Andrej Żekow                 | 1980     | 194    | rozgrywający |
| 7  | Mihai Dumitrache             | 1986     | 200    | atakujący    |
| 9  | Caio Cesar Provenzano de Pra | 1987     | 203    | atakujący    |
| 10 | Șerban Pașcan                | 1989     | 191    | przyjmujący  |
| 11 | Filip Despotowski            | 1986     | 193    | rozgrywający |
| 12 | Andrei Laza                  | 1988     | 201    | środkowy     |
| 13 | Armando Danger               | 1989     | 192    | atakujący    |
| 14 | Bojan Janić                  | 1982     | 198    | przyjmujący  |
| 15 | Liviu Cristudor              | 1987     | 196    | przyjmujący  |
| 17 | Mirosław Gradinarow          | 1985     | 204    | przyjmujący  |
| 18 | Andrei Spinu                 | 1987     | 210    | środkowy     |